# Kościół św. Józefa Oblubieńca Najświętszej Marii Panny w Lublinie
Kościół Karmelitów Bosych pw. św Józefa Oblubieńca Najświętszej Marii Panny powstał w XVII w.
Jego fundatorką była, m.in. już według Ignacego Chodynickiego, Katarzyna z Kretków Sanguszkowa. Według innych źródeł była to Katarzyna z Kretkowskich (piszących się niekiedy z Kretków) Ligęzina, córka Łukasza Kretkowskiego, wojewody brzeskokujawskiego i Barbara Drzewickiej, wdowa po Adamie Ligęzie. To właśnie obraz Ligęziny wisi do dzisiaj w kościele. 
Lata budowy świątyni to 1635-1644. Budowla posiadała cechy renesansu lubelskiego. Na fasadzie umieszczono figury dwóch świętych, św. Teresy z Ávila oraz św. Jana od Krzyża. Świątynia posiadała jedną nawę z prezbiterium. Kościół wraz z klasztorem, został wzniesiony dla sióstr karmelitanek bosych.
Wnętrze utrzymane jest w stylu barokowym. W głównym ołtarzu znajduje się figura Najświętszego Serca Pana Jezusa, zasłaniana obrazem przedstawiającym św. Józefa z Dzieciątkiem Jezus. W świątyni znajdują się ponadto cztery boczne ołtarze - Matki Bożej Szkaplerznej, Świętej Teresy od Jezusa, Chrystusa Ukrzyżowanego oraz Świętego Jana od Krzyża.
W miejscu budowy istniał już dawny dwór wojewody bełskiego Rafała Leszczyńskiego. Wystawił go, aby podczas sesji Trybunału Koronnego mieć gdzie zamieszkać. Budowla posiadała cztery narożne baszty i grube mury. Leszczyński nie był katolikiem, wyznawał kalwinizm. Umieścił tu zbór kalwiński, co nie podobało się lublinianom. Po śmierci wojewody, dwór wykupiła Katarzyna z Kretków Sanguszkowa i postanowiła, że zostanie włączony do zabudowań klasztornych karmelitanek.
Siostry mieszkały tu aż do 1807, kiedy to ze spalonego kościoła św. Ducha przenieśli się tu karmelici bosi. Karmelitanki zamieszkały w klasztorze sióstr początek przy ul. Staszica. W 1864 po powstaniu styczniowym w wyniku kasaty zakonu karmelici opuścili klasztor. Władze carskie przeznaczyły budynki na koszary. W 1906 dokonano przebudowy kościoła. Wzbogacono go o neorenesansową kruchtę oraz attykę dzwonnicy. W 1919 kościół ponownie przeszedł w ręce karmelitów. Zakonnicy mieszkają tu do dziś.
W czasach PRL w jednym z budynków klasztornych znajdował się areszt NKWD.

## Galeria

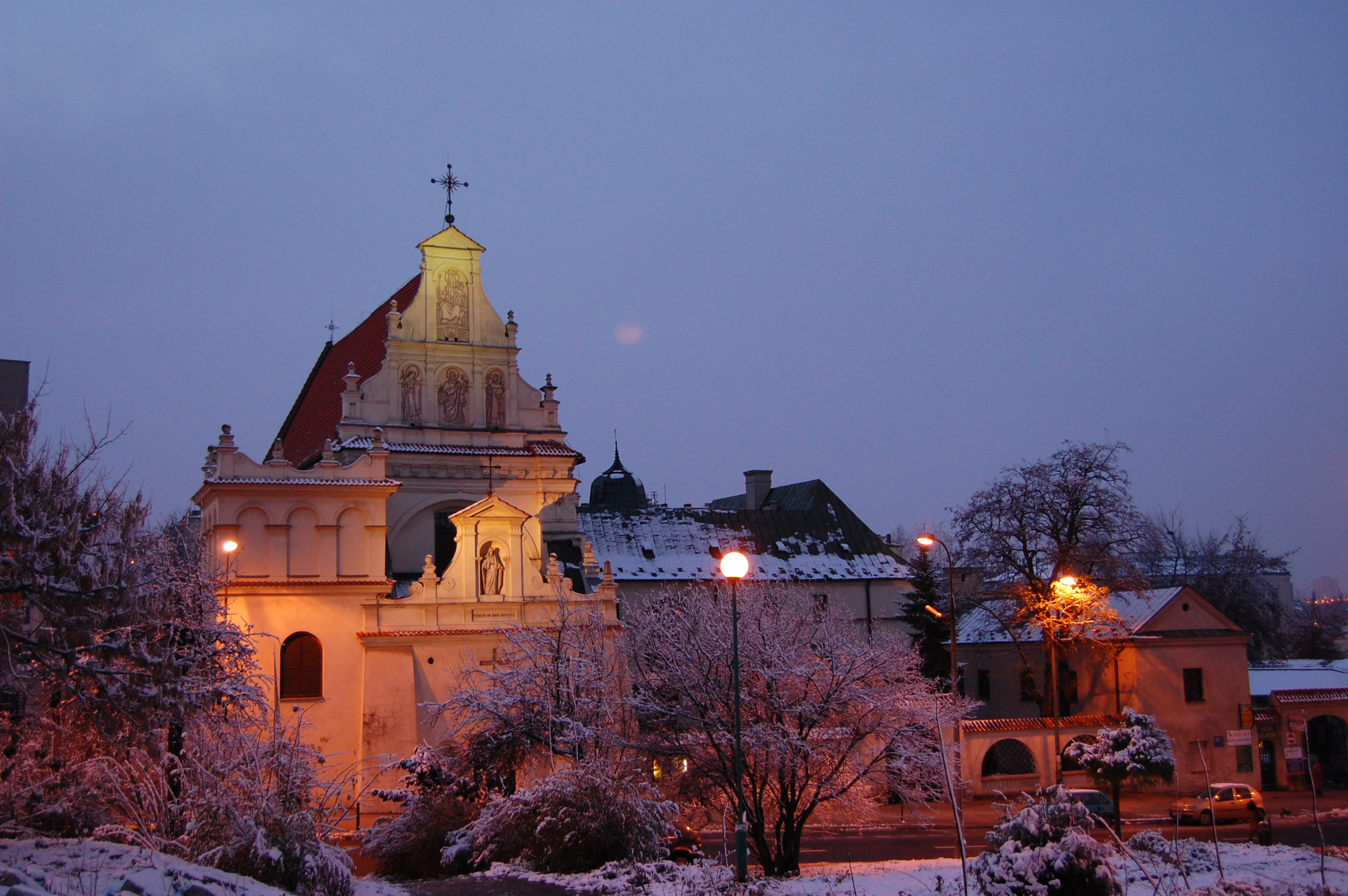
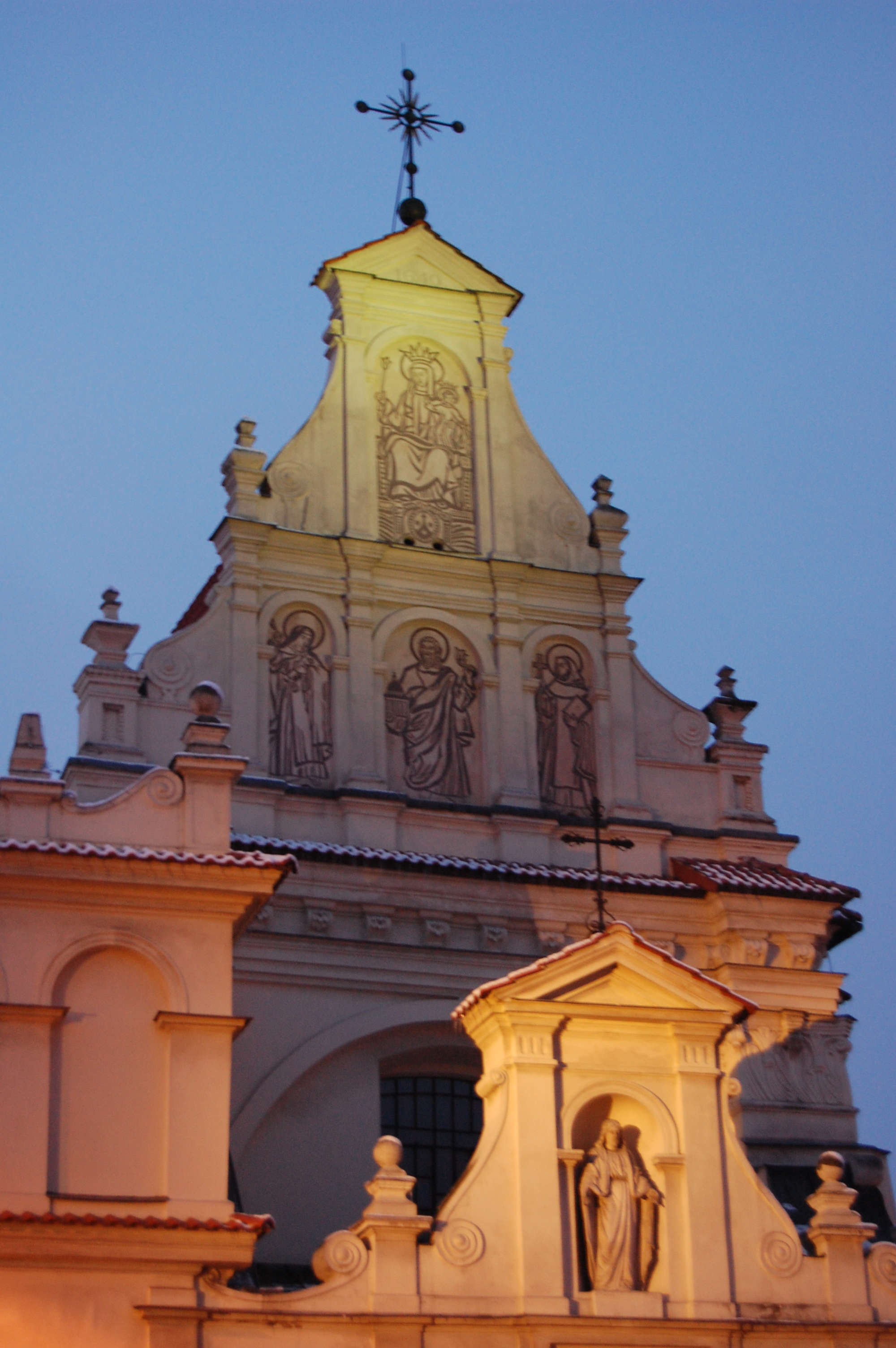
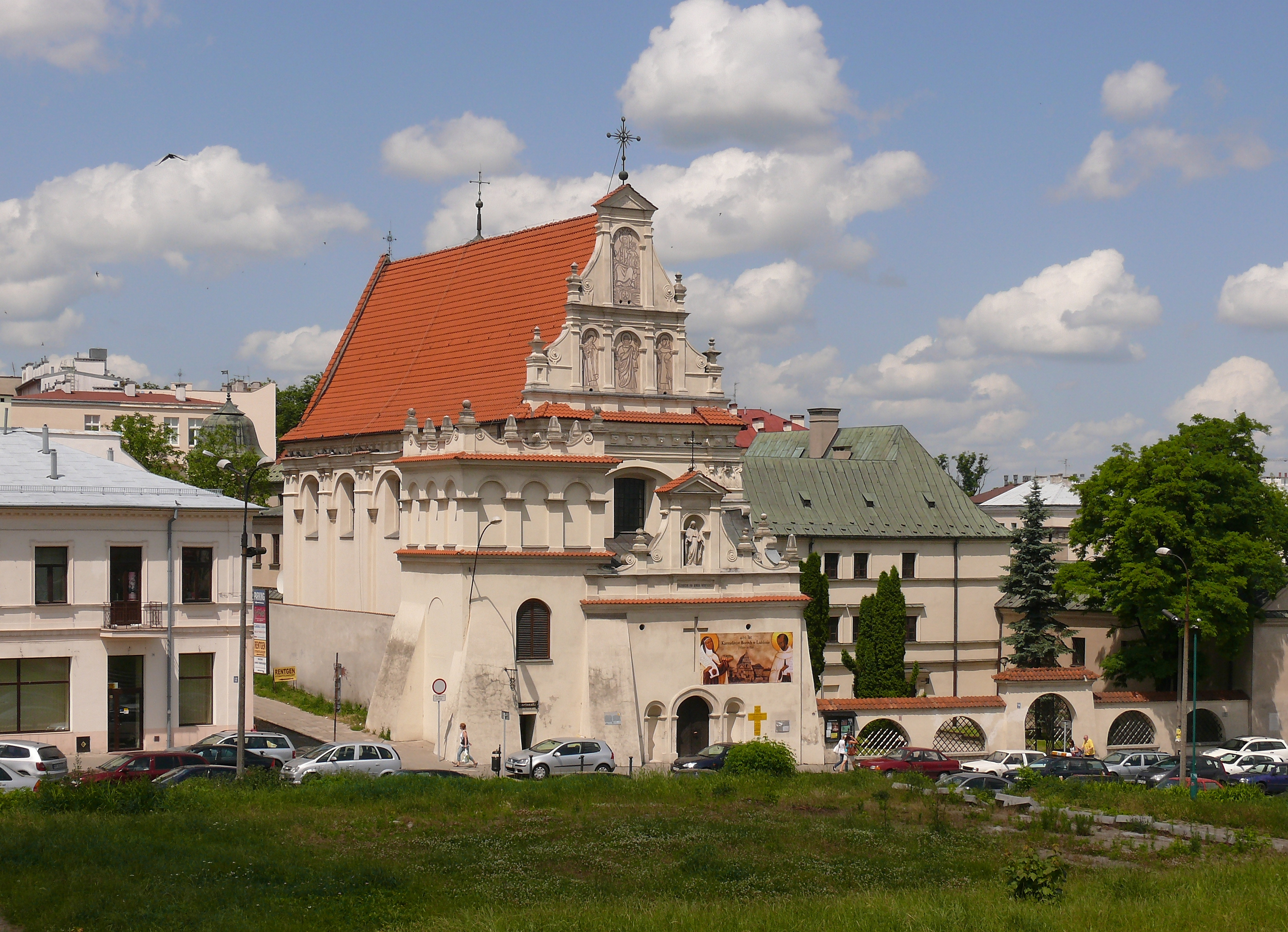
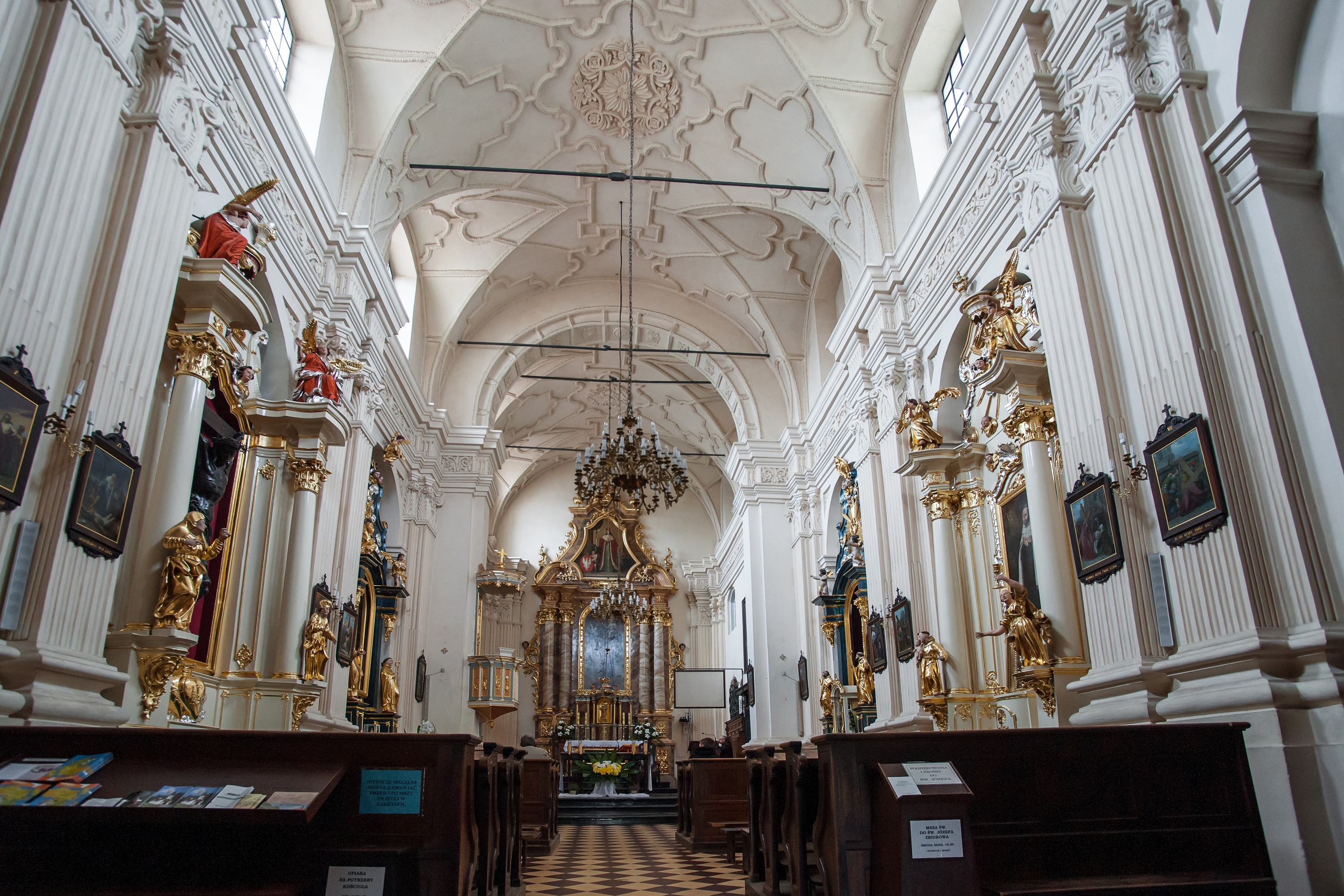
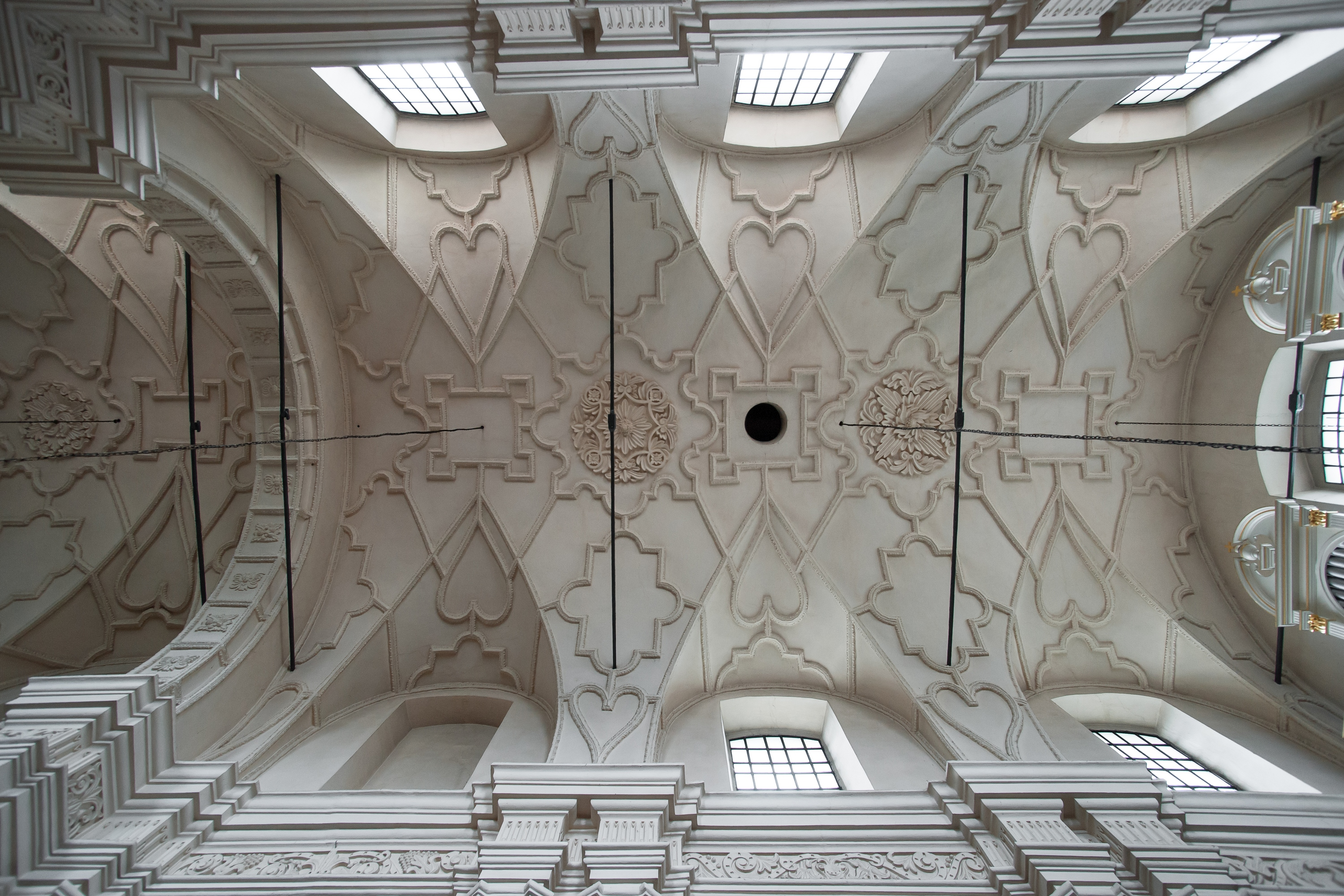
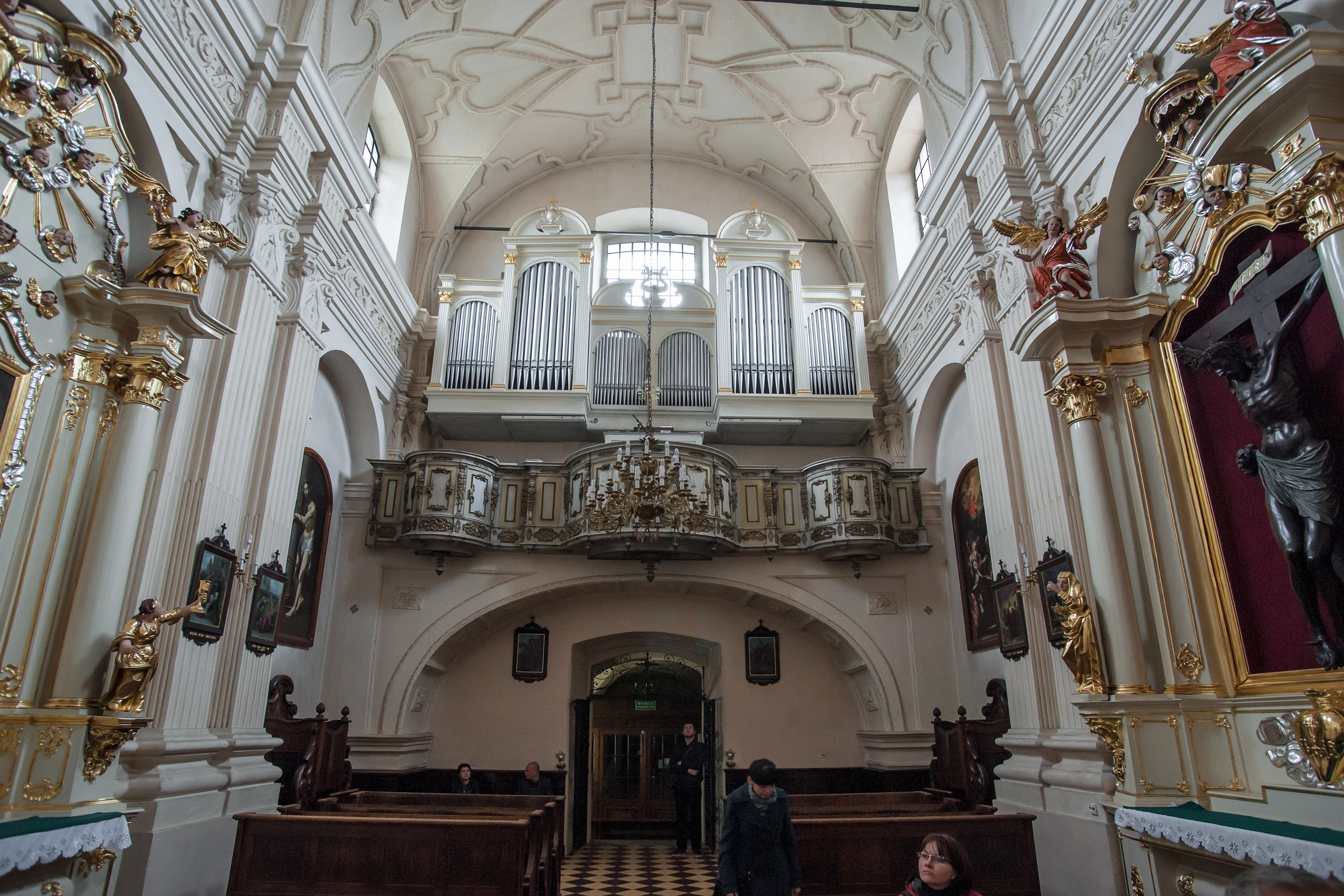